# Teoria geral do processo civil
Teoria geral do processo (TGP) é o conjunto de conceitos dos quais se extraem os princípios básicos do direito processual.

## Conceito
Segundo José Albuquerque da Rocha, a teoria geral do processo é "o conjunto  de conceitos sistematizados que serve aos juristas como instrumento para conhecer os diferentes ramos do direito processual".
O direito processual pode ser definido como o ramo da ciência jurídica que estuda e regulamenta o exercício, pelo Estado, da função jurisdicional.

## Métodos de elaboração da teoria geral do processo
Há duas principais correntes que explicam os elementos necessários à construção da teoria geral do processo. A primeira chama-se realista, e a segunda racionalista .

### Realista
Segundo essa corrente de opinião, também chamada de empírica, deve-se partir do caso concreto e da observação dos diferentes direitos processuais aplicados  para a elaboração dos princípios gerais por meio da indução. O  método seria estudar os diversos ramos do direito processual buscando analogias entre os mesmos, filtrando semelhanças até que se alcancem os princípios norteadores do processo.

### Racionalista
Segundo os racionalistas os conceitos se formam no plano abstrato, no campo das ideias, e depois aplicados aos diferentes ramos do direito processual. Ou seja, parte-se do princípio da dedução. O conhecimento da realidade não está fundamentado nos fatos, mas nas ideias básicas.
O processo segundo a teoria geral do processo é dividido em: ação, jurisdição e processo.

## Denominações no processo civil
A denominação usada neste artigo (direito processual civil), é a mais frequentemente usada pelos doutrinadores deste ramo do direito.
É certo porém que esta denominação possui um grave defeito: o nome direito processual identifica como foco de seu estudo o processo e não a jurisdição o conceito central e mais importante da nossa ciência, quando na verdade o processo é meramente um meio de que se vale o Estado para exercer a função da jurisdição.

## Jurisdição
É clássica a afirmação de que o Estado, no exercício de seu poder soberano, exerce três funções: legislativa, administrativa e jurisdicional. O poder do estado é uno e indivisível, mas o exercício desse poder pode se dar por três diferentes manifestações, que costumam ser designadas de funções do Estado. Destas, uma é considerada instituto fundamental do direito processual, a função jurisdicional (ou simplesmente jurisdição).
A jurisdição é o mais importante entre todos os institutos da ciência processual (segundo a visão linear). Em outras palavras, a jurisdição ocupa posição central na estrutura do direito processual, sendo certo que todos os demais institutos de nossa ciência orbitam em torno daquela função estatal.
Antes de mais nada é preciso se afirmar que a palavra jurisdição vem do latim iuris dictio, dizer o direito. Tal não significa, porém, que só há função jurisdicional quando o Estado declara direitos.
Também em outras situações (como na a execução de créditos) o estado exerce a função jurisdicional; tendo a palavra se distanciando da original.

### Conceito de jurisdição
Jurisdição é o poder a terceiro imparcial para, mediante um processo, reconhecer, efetivar ou proteger, situações jurídicas concretamente deduzidas, de modo imperativo e criativo, em decisão insuscetível de controle externo, e com aptidão para a coisa julgada material, para Fredie Didier.

#### SegundoGiuseppe Chiovenda
Pode se definir jurisdição como “função do Estado que tem por escopo a atuação da vontade concreta da lei por meio da substituição, pela atividade de órgãos públicos, da atividade de particulares ou de outros órgãos públicos.
A teoria de Chiovenda sobre a jurisdição parte da premissa de que  a lei, norma abstrata e genérica, regula todas as situações que eventualmente ocorram em concreto, devendo o Estado, no exercício da jurisdição, limitar-se à atuação da vontade concreta do direito objetivo. Em outras palavras, limita-se o Estado,ao exercer a função jurisdicional, a declarar direitos preexistentes e atuar na prática os comandos da lei. Tal atividade caracterizar-se-ia, essencialmente, pelo seu caráter substitutivo, já enunciado.

#### SegundoCarnelutti
Jurisdição é uma função de busca da “justa composição da lide”.

##### Lide
Conflito de interesses degenerado/ qualificado pela pretensão de uma das partes pela resistência da outra.
Debate jurídico onde duas partes exprimem suas pretensões, para efeito de mérito. Porém, não se confunde ação com processo.

##### Pretensão
Intenção de submissão do interesse alheio ao interesse próprio.
E sempre segundo Carnelutti, se num conflito de interesses um dos interessados manifesta uma pretensão e o outro oferece resistência, o conflito se degenera, tornando-se uma lide. Assim é que, segundo a clássica concepção de Carnelutti, jurisdição seria uma função de composição de lides.
"O Estado compõe a lide".

#### Segundo Alexandre Freitas Câmara
Para o autor, encontra-se a definição de jurisdição como “função do Estado de atuar a vontade concreta do Direito"

#### Segundo Ada Pelegrini Grinover
Para a autora, a Jurisdição "é uma das funções do Estado, mediante a qual este se substitui aos titulares dos interesses em conflito para, imparcialmente, buscar a pacificação do conflito que os envolve, com Justiça".

### Características da jurisdição
A função jurisdicional caracteriza-se, essencialmente, por três fatores: inércia, substitutividade e natureza declaratória. Tais são suas características essências, capazes de permitir o reconhecimento dessa função quando comparada com as demais funções do estado, e presentes como regra geral em todas as manifestações jurisdicionais.
É certo que inexiste consenso doutrinário quanto a tais características essências, havendo quem aponte outras, como a lide, a definitividade, a secundariedade.

#### Inércia
O estado-juiz só atua se for provocado. Ne procedat iudex ex officio, ou seja, o juiz não procede de ofício (de ofício = por conta própria). Esta regra geral, conhecida pelo nome de princípio da demanda ou princípio da inércia, está consagrada no art. 2º do código de processo civil, segundo o qual ‘nenhum juiz prestará a tutela jurisdicional senão quando a parte ou o interessado a requerer, nos casos e formas legais’.
Tal princípio proíbe, portanto, os juízes de exercerem a função jurisdicional sem que haja a manifestação de uma pretensão por parte do titular de um interesse, ou seja, não pode haver exercício da jurisdição sem que haja uma demanda.
Assim a atividade jurisdicional, ou seja, a ação do Estado por meio da função jurisdicional, se dá se, e somente se, for provocado, quando e na medida em que o for.

### Exceção
Entre as hipóteses mais relevantes de autorização para que o estado-juiz exerça a função jurisdicional sem provocação, de ofício, encontra-se a do art. 989 do CPC, segundo o qual "o juiz determinará, de oficio, que se inicie o inventário, se nenhuma das pessoas mencionadas nos artigos antecedentes o requerer no prazo legal".Existem outras duas: cobrança de contribuições previdenciárias na justiça do trabalho e Obrigação de fazer, não fazer e entregar coisa(art. 461 e 461A do CPC).

#### Substitutividade
No início do desenvolvimento do direito, a regra era a autotutela. Em determinado momento da evolução da consciência jurídica, porém, viu-se que a justiça não podia ser feita se tivesse o perfil de vingança que adquiria por ser feita de mão própria pelo titular do interesse lesado. Dessa forma, proibiu-se a autotutela, a qual é possível hoje apenas em hipóteses excepcionais e expressamente em lei, como no caso do desforço imediato para a tutela da posse, previsto no art. 1.210, § 1o do novel Código Civil (antigo art. 502 do CC de 1916).
Tendo sido proibida a autotutela , passou o Estado a prestar jurisdição , substituindo as atividades das partes e realizando em concreto a vontade do direito objetivo. Em outros termos: o Estado, ao exercer a função jurisdicional, está praticando uma atividade que anteriormente não lhe cabia, a defesa de interesses juridicamente relevantes. Ao agir assim, o Estado substitui a atividade das partes, impedindo a justiça privada.

#### Natureza declaratória
O Estado, ao exercer a função jurisdicional, não cria direitos subjetivos, mas tão somente reconhece direitos preexistentes.
Bons exemplos dessa afirmação são o usucapião e o inventário e partilha.
Como é notório, o usucapião é forma de aquisição da propriedade. Decorrido certo prazo (e presentes outros requisitos, como a boa fé e o justo título no usucapião ordinário), a posse se converte em propriedade. Proposta que seja uma “ação de usucapião”, o juiz que profira uma sentença de procedência da pretensão, reconhecendo ter razão o demandante que pretende ver afirmada a ocorrência do usucapião , não estará o juiz criando para tal demandante o direito de propriedade, mas tão-somente reconhecendo que esse direito existia desde o momento em que se fizeram presentes todos os requisitos previstos na lei material para a aquisição do domínio.
O caso do inventário e partilha dos bens do de cujus também é sintomático da natureza meramente declaratória da jurisdição. Isso porque, como é notório, o processo de inventário e partilha é moroso e muitas vezes, depois de anos do óbito do autor da herança, é proferida no processo uma sentença julgando a partilha dos bens que pertenciam ao de cujos entre seus sucessores. Ocorre que os sucessores não adquirem o domínio de tais bens nesse momento, limitando-se a sentença a reconhecer a titularidade de um direito de propriedade que já era dos sucessores desde o momento da abertura da sucessão (art. 1.572 do Código Civil de 1916; art.1.784 do Código Civil de 2002).
Há que se atentar , porém, para um detalhe. Existe um tipo de sentença, chamada sentença constitutiva, que se costuma definir como a sentença capaz de criar, modificar ou extinguir relações jurídicas (sendo exemplo clássico desse tipo de sentença a que decreta o divórcio). Tais sentenças, sem sombra de dúvida, possuem força criadora mas, nem por isso, podem ser consideradas exceção à regra de que a jurisdição não cria direitos. A sentença constitutiva pode criar novas relações jurídicas, mas nunca poderá criar direitos subjetivos. Estes são necessariamente preexistentes à atuação da função jurisdicional.. Basta pensar no caso da sentença de divórcio. Estando a pessoa separada de fato há mais de dois anos, ou separada judicialmente há mais de um ano, tem o direito de se divorciar. Proposta a “ação de divórcio”, o juiz só decretará este , criando uma nova situação (inclusive com a criação de um novo estado civil para as partes) se tal direito de se divorciar existisse previamente. O juiz, na sentença constitutiva, reconhece a existência de um direito e, atuando-o, modifica uma situação jurídica, aqui, portanto, exceção à natureza declaratória da função jurisdicional.

## Princípios fundamentais

### Princípio do juiz natural
Só pode exercer a jurisdição aquele órgão a que a constituição atribuiu o poder jurisdicional. Não é dado ao legislador ordinário criar juízes ou tribunal de exceção, nem dar aos organismos judiciários estruturação diversa daquela prevista na “Lei Magna”.
No próprio art.5º inciso XXXVII e CPC art.101 (Revogado pelo Art. 44 da Lei 9.307 de 23 de setembro de 1996 que dispõe sobre a arbitragem), 104, 106, 111 CPC
A lei maior proíbe a existência de juízos ou tribunais de exceção, garantindo ainda que ninguém será sentenciado senão pela autoridade competente.
Há que se afirmar ,porém, que o princípio do juiz natural só será entendido em todos os seus aspectos se ficar claro que a garantia tem duas faces: uma primeira , ligada ao órgão jurisdicional, ou seja, ao juízo, e não propriamente à pessoa do juiz. Uma segunda faceta do mesmo princípio, porém, diz respeito à pessoa do juiz , e está ligada à sua imparcialidade.

### A jurisdição é improrrogável
Os limites do poder jurisdicional, para cada justiça especial, e, por exclusão, da justiça comum, são os traçados pela constituição. Não é permitido ao legislador ordinário alterá-los nem para reduzi-los nem para ampliá-los. Art.114,CRFB
Somente pode haver deslocamento de uma justiça para outra se houver previsão constitucional.

### A jurisdição é indeclinável
Não pode ser transferido e nem pode ser delegada: o Órgão Judiciário competente é obrigado a prestar tal função.

## Jurisdição contenciosa x Jurisdição voluntária
A jurisdição é contenciosa quando o estado tem função de composição e pacificação do litígio. É voluntária quando o juiz vai fiscalizar o interesse público.

## Espécies de jurisdição
Quanto ao tipo de pretensão submetida ao Estado juiz ou quanto ao critério de seu objeto:
- Penal
  - Justiça estadual
  - Justiça militar (estadual e federal)
  - Justiça federal
  - Justiça eleitoral
- Civil
  - Justiça estadual
  - Justiça federal
  - Justiça trabalhista
  - Justiça eleitoral

### Jurisdição penal
Obs. 1: A justiça do trabalho é desprovida de competência penal.
Obs. 2: O Estado exerce a jurisdição penal diante de pretensões, regra geral, de natureza punitiva. As exceções existentes são: o habeas corpus e a revisão criminal (pretensões penais não punitivas).

### Jurisdição civil
Obs. 1: A justiça militar não exerce a jurisdição civil.
Obs. 2: stricto sensu (é definida por exclusão, sendo exercida pelo Estado diante de toda e qualquer pretensão, salvo as de natureza penal, trabalhista e eleitoral).

## Quanto ao grau em que é exercida (quanto ao critério da posição hierárquica de seu órgão)

### Superior
É exercida pelo órgão jurisdicional que conhece da causa em grau de recurso. Tal órgão possui competência recursal. Exerce o 2º grau de jurisdição.
O significado do princípio do duplo grau de jurisdição indica a alternativa de revisão das causas julgadas pelo juiz de primeiro grau, ou juiz de primeira instância. Seu objetivo é garantir um novo julgamento, por órgãos de jurisdição superior e se fundamenta na possibilidade de a decisão em primeira instância ser injusta, ou mesmo errada, permitindo sua reforma em grau de recurso. Trata da situação à qual corresponde a qualquer recurso julgado por tribunal superior ao que proferiu a decisão impugnada. Nos casos expressos em lei, pela natureza especial da matéria debatida ou pela condição da parte, é a situação da sentença que deve ser submetida pelo juiz ao tribunal competente para julgar o eventual recurso voluntário, sob pena de nenhum efeito surtir. Não há duplo grau de jurisdição obrigatório em acórdão de tribunal, mesmo nos casos em que é exigido contra sentença.
O duplo grau de jurisdição é, destarte, acolhido pela generalidade dos sistemas processuais contemporâneos. O princípio não é garantido constitucionalmente de modo expresso, mas a própria Constituição Federal incumbe-se de atribuir à competência recursal a vários órgãos da jurisdição. (art. 102, II; art. 105, II, art. 108, II.)

### Inferior
É a exercida pelo 1º órgão a conhecer da causa submetida ao Estado juiz. Tal órgão possui competência originária. Exerce o 1º grau de jurisdição.
Art. 102,CF inc. II, III
Obs. Grau de jurisdição é diferente de instância. Na maioria das vezes o 1º grau de jurisdição é exercido por órgãos de 1º instância e o 2º grau de jurisdição pelo de 2º instância.
Exceções: 1º - casos de competência originária dos tribunais; 2º - casos em que um órgão de 2º instância exerce o 1º grau de jurisdição.

## Jurisdição de direito
O estado juiz fica preso aos limites da lei não podendo deixar de aplicá-la. É a regra no ordenamento jurídico brasileiro.

## Jurisdição de equidade
O Estado juiz libera-se dos critérios de legalidade estrita, permitindo-se  que seja dado ao caso a solução do magistrado reputar a mais justa para a hipótese concreta, ainda que se deixe de aplicar o Direito.

## Substitutivos da jurisdição

### Autocomposição
Acordo entre as partes.

#### Transação
É o negocio jurídico em que os sujeitos da lide fazem concessões recíprocas para afastar controvérsias estabelecidas entre eles. Pode ocorrer antes da instauração do processo ou na sua pendência.
No 1º caso, impede a abertura da relação processual, e no 2º põe  fim ao processo.

#### Conciliação
Nada mais é do que uma transação obtida em juízo, pela intervenção do juiz junto as partes, antes de iniciar a instrução da causa.

### Solução por decisão de pessoas estranhas ao poder judiciário (Arbitragem)
O juízo arbitral (Lei 9307/96, BRA) importa renuncia à via judiciária, confiando as partes a solução da lide a pessoas desinteressadas mas não integrantes do poder judiciário. A sentença arbitral produz entre as partes os mesmos efeitos da sentença proferida pelos órgãos do poder judiciário.
Obs.: Todas essas formas extrajudiciais de composição de litígios só podem ocorrer entre pessoas maiores e capazes e apenas quando a controvérsia girar em torno de bens patrimoniais ou direitos disponíveis.

## A trilogia estrutural do direito processual
- Jurisdição
- Ação
- Processo

A jurisdição é inerte, só podendo o Estado exercer esta função se for provocado, tal provocação se dá por meio da propositura da ação. Ao ser proposta esta ação o Estado precisa de um instrumento para que possa prestar a jurisdição e tal instrumento é o processo.
| “ | A ação provoca a jurisdição, que se exerce através de um complexo de atos, que é o processo. | ” |